# Ulrich Stuhler
Ulrich Stuhler é um matemático alemão. É atualmente professor na Universidade de Göttingen.
É conhecido por suas contribuições ao Programa Langlands. Em 1993, juntamente com Gérard Laumon e Michael Rapoport, provou as conjecturas locais de Langlands para o grupo geral linear GLn(K) para campos locais positivamente característicos K.
Graduado pela Universidade de Göttingen, obteve um doutorado orientado por Martin Kneser em 1970.